# Herbstleyd
Herbstleyd è il primo album della band black metal Nargaroth, pubblicato il 12 dicembre 1998.

## Tracce
1. Introduction - Herbstleyd – 16:02
2. Karmageddon – 4:22
3. Nargaroth – 2:59
4. Des Alten Kriegers Seelenruh – 8:38
5. Amarok - Zorn des Lammes – 18:38
6. Das Schwarze Gemälde – 8:40
7. Vom Traum, die Menschheit zu Töten - Outroduction – 10:13